# Dokumentarfilm
 Der er for få eller ingen kildehenvisninger i denne artikel, hvilket er et problem. Du kan hjælpe ved at angive troværdige kilder til de påstande, som fremføres i artiklen.

Dokumentarfilm er et omdiskuteret paraplybegreb for en lang række undergenrer. Det dækker over alt fra faktabaserede film, der ikke bygger på et manuskript, men forsøger at skildre virkeligheden, og hvis udgangspunkt er journalistisk til iscenesatte og konstruerede film, hvis udgangspunkt er mere kunstnerisk. 
En dokumentarfilm kan omhandle f.eks. historiske begivenheder, videnskab, politiske, samfundsmæssige eller sociale problemer/modsætninger, naturhistorie, rejsebeskrivelser og biografier.
Den journalistiske dokumentarfilm søger at opnå en objektiv holdning til emnet eller en objektiv skildring af virkeligheden, men som udgangspunkt er det anerkendt at vinkler, æstetik, valg af emne og lign. betyder at dokumentarfilm som udgangspunkt altid er manipulerede og iscenesatte til en vis grad. De fleste instruktører bruger i dag også mange effekter den fiktive films verden for at fange og holde tilskuernes interesse. Eksempelvis computeranimationer, iscenesatte rekonstruktioner samt storslåede naturbilleder.
Grænsen mellem dokumentarfilm og propagandafilm kan være flydende.

## Historie
De første film, der blev optaget før 1900-tallet, var oftest af dokumentarisk karakter og viste typisk levende billeder fra dagligdagen. Det kunne fx være et tog, der kørte ind på stationen. Eller en travl hovedgade. Filmene indeholdt sjældent en iscenesat handling og varede på grund af tidens teknologi ikke længere end omkring et minut.
Den første rigtige dokumentarfilm kom i 1922. Det var Robert J. Flahertys Nanook of the North, der viste hvordan arktiske fangere levede. For at indspille filmen måtte Flaherty overtale skuespillerne til at dræbe en hvalros med harpuner i stedet for geværer, som de ellers normalt brugte, og han bragte dem dermed i livsfare.[kilde mangler] Han byggede også en iglo uden tag, for at kunne tage billeder af indelivet.
Mange film optaget under anden verdenskrig kan også betragtes som dokumentarfilm, da de typisk viser livet på slagmarken, hverdagen i besatte byer eller tilværelsen i koncentrationslejrene.

## Hollywood
De seneste år er der dukket mange store spillefilm op, hvor handlingen er dramatiseret over virkelige begivenheder. Her kan det være svært at skelne mellem fakta og instruktørens tilføjelser. Dette gælder fx film som Thirteen Days, der omhandler Cubakrisen i 1962 eller Apollo 13, der viser NASAs problemer med det, der skulle have været den 3. månelanding. Et andet eksempel er Der Untergang, som handler om Adolf Hitlers sidste dage i førerbunkeren i Berlin i april 1945.
Dokumentarfilm har ikke lige så nemt ved at opnå stor udbredelse gennem visning i biografer. Som en undtagelse kan nævnes Michael Moores Bowling for Columbine, Fahrenheit 9/11 og Sicko.
Den Danske Filmskole uddanner hvert andet år seks tilrettelæggere og tre flerkamerainstruktører. Dokumentaruddannelsen blev stiftet af filminstruktøren Arne Bro, der fungerede som daglig leder af dokumentaruddannelsen i en lang periode.

## Ekstern henvisning
- Den Danske Filmskole Arkiveret 6. november 2020 hos  Wayback Machine